# Kata Tjuṯa

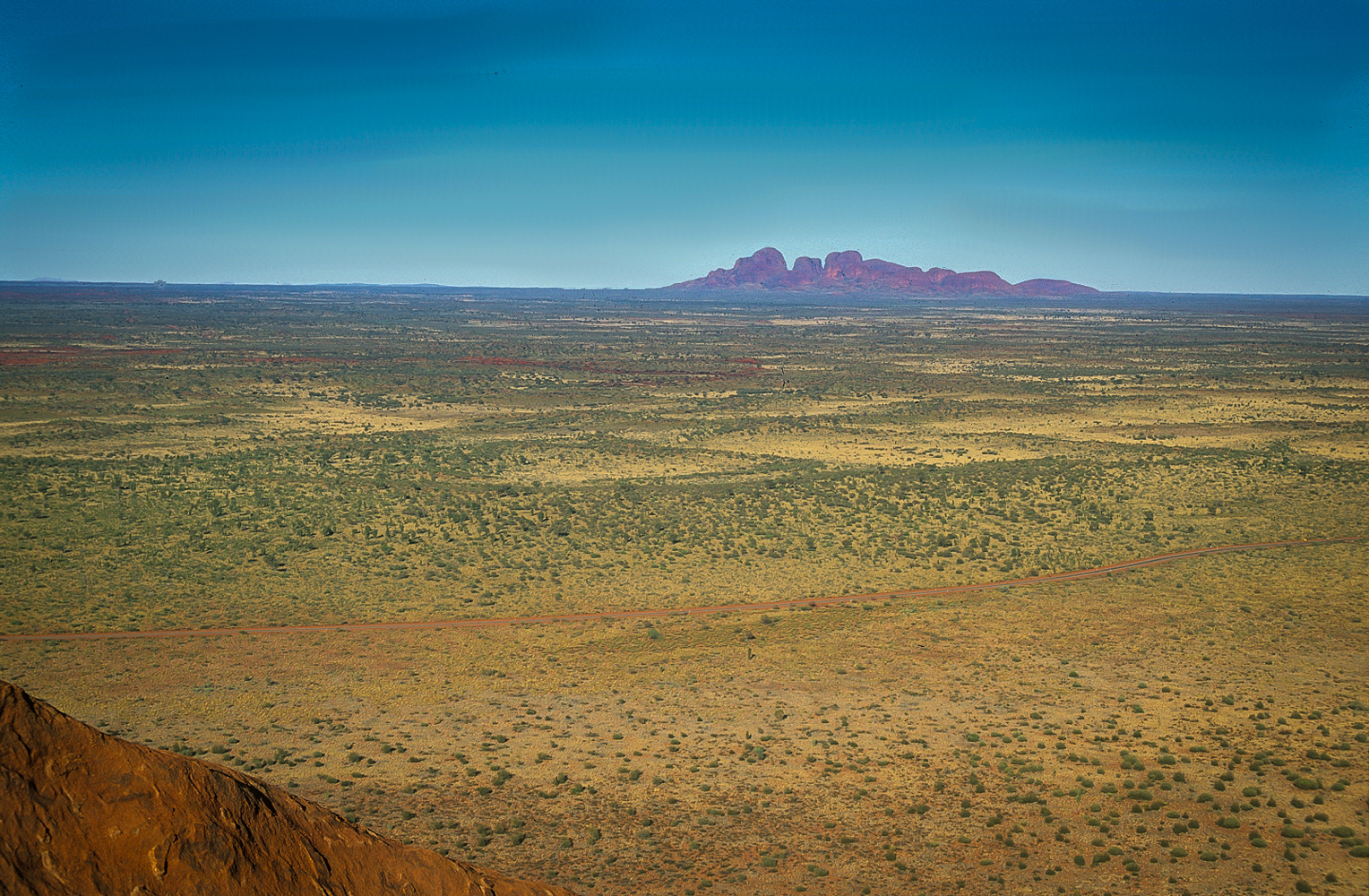
Sicht vom Gipfel des Ulurus (Ayers Rock)

Die Kata Tjuṯa (die Olgas) sind eine Gruppe von 36 Felskuppen in Zentralaustralien etwa 51 Kilometer entfernt von dem Ort Yulara. Gemeinsam mit dem 30 Kilometer entfernten Uluṟu (Ayers Rock) werden sie vom Uluṟu-Kata-Tjuṯa-Nationalpark umschlossen. Der mit 1069 Metern höchste Fels, der Mount Olga, ragt 564 Meter aus der Umgebung heraus.

## Namens- und Entdeckungsgeschichte
Die Kata Tjuṯa erhielten von ihrem Entdecker, dem aus England stammenden Australier Ernest Giles, am 21. Oktober 1872 den Namen The Olgas. Ernest Giles, der auf dem Weg zum Lake Amadeus war, fühlte sich seinen Förderern, dem württembergischen Königshaus mit König Karl und dessen Gemahlin Königin Olga von Württemberg, verpflichtet. 
Der Name Mount Olga wurde am 15. Dezember 1993 offiziell zu Mount Olga/Kata Tjuta geändert, am 6. November 2002 wurde er von der lokalen Tourism Association in Alice Springs als Kata Tjuta/Mount Olga festgelegt.
Die Kata Tjuṯa waren als Kartuta und als Cutta Toota in frühen australischen Karten vermerkt. Kata Tjuṯa stammt aus der Sprache der Aborigines vom Stamm der Anangu: Kata steht für Kopf und Tjuta für viele; demzufolge bedeutet der Name viele Köpfe, was den Berg gut beschreibt.

## Geologie

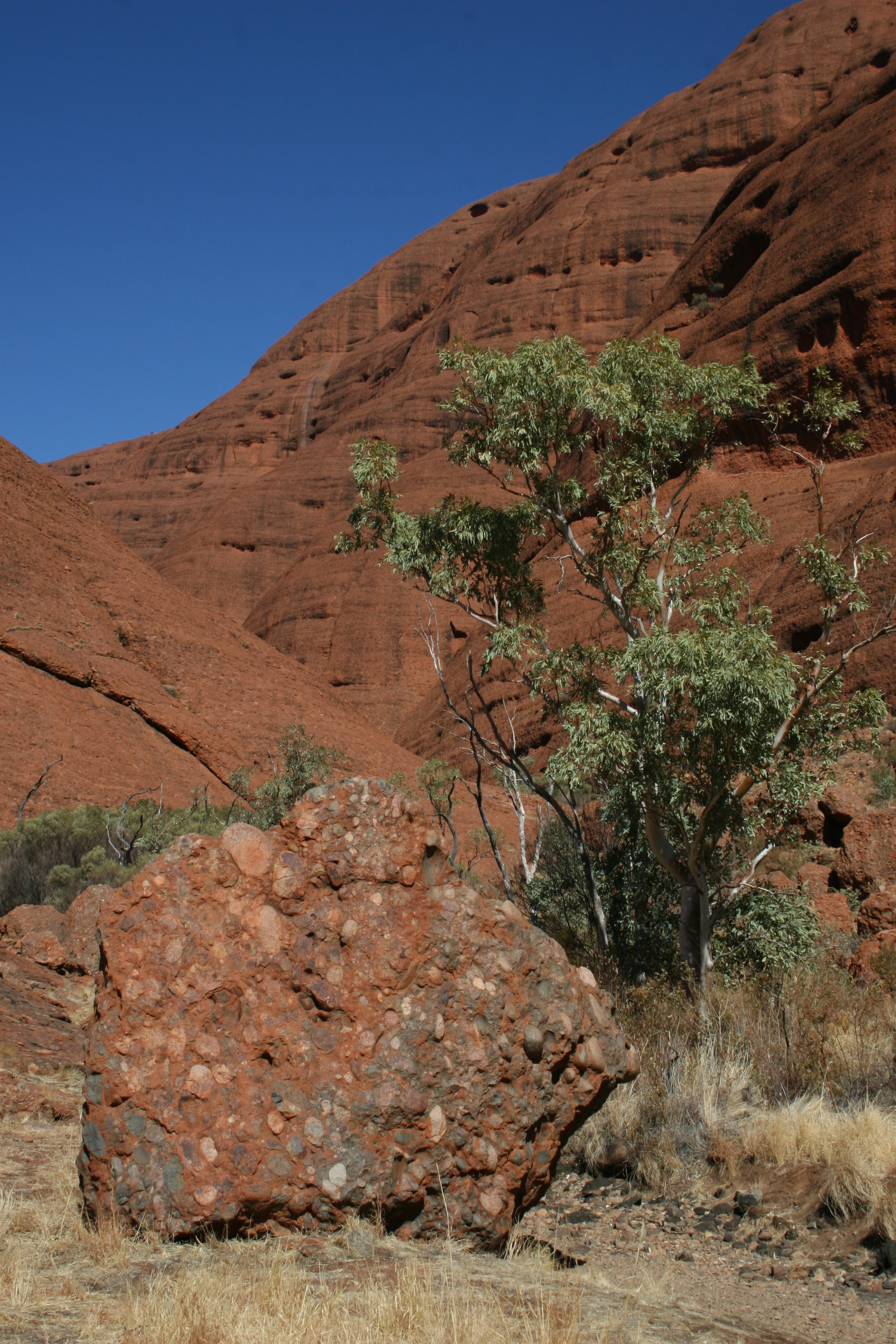
Großer Fels am Kata Tjuṯa mit deutlich erkennbarer Konglomerattextur

Die Kata Tjuṯa entstanden vor ca. 550 Mio. Jahren zur selben Zeit mit dem Uluṟu. Die Kata Tjuṯa sind Teil einer unterirdischen Gesteinsschicht, die in Erosionsprozessen in einem Sedimentbecken, dem Amadeus-Becken entstanden.
Die Bergkuppen liegen am südlichen Rand des Amadeus-Beckens, das vor etwa 900 Millionen Jahren entstand. In diesem Becken lagerten sich über hunderte Millionen Jahren hinweg Sedimentschichten ab. Nach etwa 300 Millionen Jahren endete dieser Prozess, und es entstand ein flacher See. Dieser trocknete aus, zurück blieben Salzkrusten. Anschließend folgte eine kalte Periode, in der die älteren Sedimente des Amadeus-Beckens gefaltet und gebogen wurden. Das Land wurde emporgedrückt, und es bildeten sich Gebirge. Die Berglandschaft unterlag den Prozessen der Erosion, und große Massen Schwemmlands lagerten sich am Fuße der Berge ab. Sowohl der Uluṟu als die Kata Tjuṯa sind das Produkt dieser Ablagerungsprozesse und zur selben Zeit vor ca. 550 Mio. Jahren entstanden. 
Vor 500 Millionen Jahren bedeckte erneut ein flacher See dieses Gebiet, in dem sich Sedimente ablagerten. Diese verpressten und verkitteten die groben Kiese des Kata Tjuṯa zu Konglomerat. Eine weitere Faltung fand statt, die sich über den Seespiegel emporhob und die Gebirgsbildung von Alice Springs auslöste, dabei wurde die Schicht des Kata Tjuta-Konglomerats 15 bis 20° gegen die Horizontale gelagert. Vor 65 Millionen Jahren bildete sich ein breites Tal zwischen Uluṟu und Kata Tjuṯa, dieses wurde mit Flusssanden und Kohleablagerungen verfüllt. In dieser Zeit herrschte ein regnerisches Klima. Während der letzten 500.000 Jahre wurde das Klima trockener und ein dünner Sandteppich überlagerte die Sedimentschichten.

## Touristische Informationen

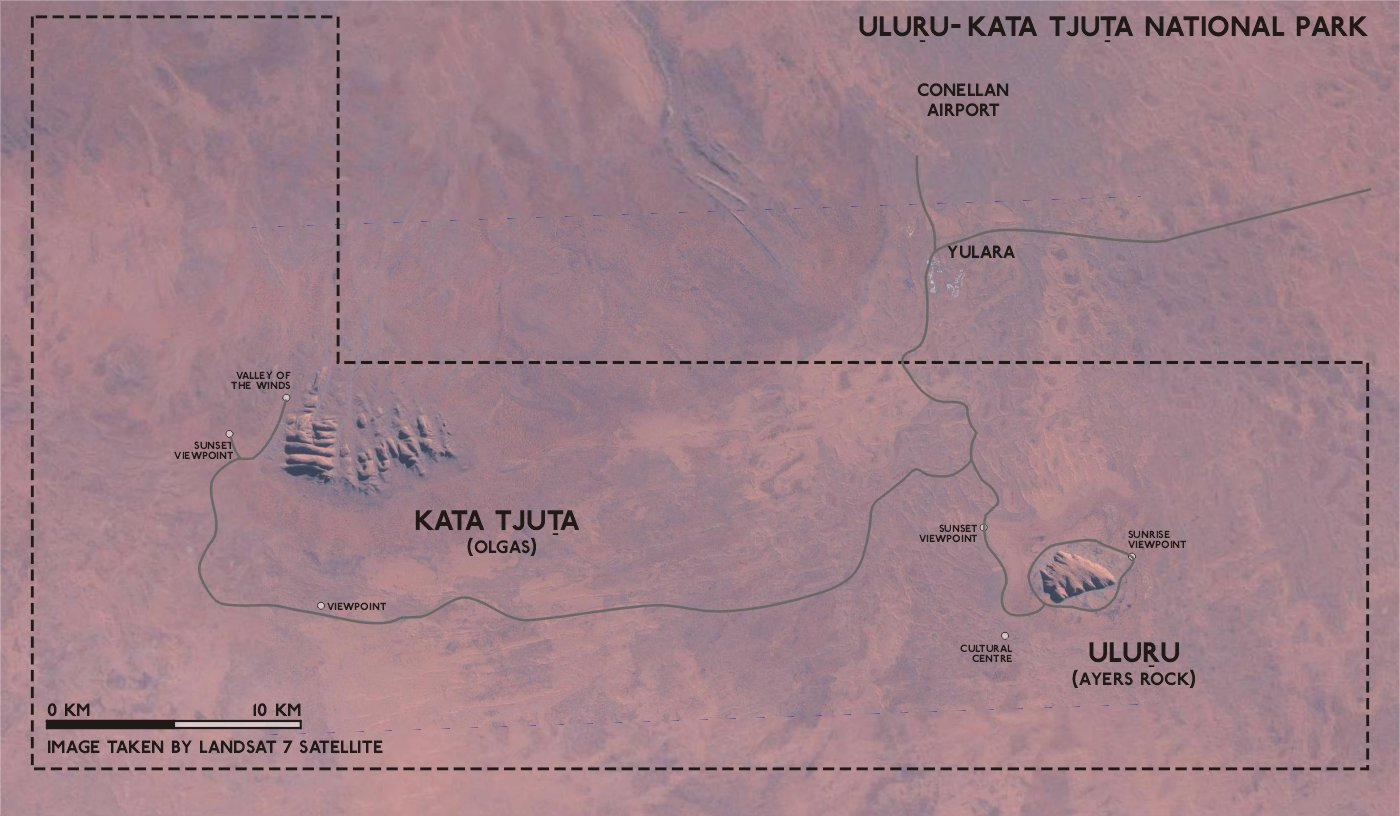
Karte des Uluṟu-Kata-Tjuṯa-Nationalparks

Die Kata Tjuṯa befinden sich im Besitz der Anangu. Da laut deren Mythologie die Kata Tjuṯa mit der Traumzeit verbunden sind, nutzen die Anangu sie als Ort für Rituale. Aus diesem Grund ist der Zutritt für Touristen beschränkt.
Ein Wanderweg im Valley of the Winds ist öffentlich zugänglich, man geht je nach Wandertempo drei bis fünf Stunden. Dieser Weg wird allerdings an heißen Tagen ab 36 °C zum Schutz der Besucher gesperrt. Auf dem Wanderweg gibt es zwei Aussichtspunkte und nur an zwei Stellen Trinkwasser, daher wird das Mitnehmen von ausreichend Trinkwasser empfohlen. 
Ein weiterer kurzer Wanderweg führt vom Besucherparkplatz als Sackgasse in einen Einschnitt, dem Walpa Gorge, zwischen zwei „Köpfen“; der Hin- und Rückweg dauert insgesamt etwa 1 Std.
An den Besucherparkplätzen gibt es keine Campingmöglichkeit. Besucher müssen am Abend das Gelände verlassen. Vom Kata Tjuta Dune Viewing Area aus kann man die Kata Tjuṯa bei Sonnenauf- und Sonnenuntergang betrachten. Durch die Reflexion des Sonnenlichts erscheinen die Berge grau bis braun oder rot gefärbt, dies hängt auch vom Stand der Sonne und der Zusammensetzung der Atmosphäre (Dunst, Staubpartikel usw.) ab.
Die Kata Tjuṯa sind mit Fahrzeugen auf dem asphaltierten Lasseter Highway, der vom Stuart Highway abzweigt und auch am Uluṟu vorbeiführt, erreichbar. 